# François Budan de Boislaurent
François Budan de Boislaurent (francès: Ferdinand François Désiré Budan de Boislaurent)  (Limonade, 28 de setembre de 1761 - París, 6 d'octubre de 1840) fou un matemàtic aficionat i metge francès conegut per haver formulat el teorema de Budan-Fourier.

## Vida
Budan va néixer a Limonade, a la part francesa de l'illa de La Espanyola (actual Haití), a prop de l'actual ciutat de Cap-Haïtien, però de molt menut es va traslladar a la França europea per fer els seus estudis. El 1769 va ser admès al collège de Juilly dirigit pels oratorians.
Ell mateix va ingressar a l'orde del Oratori i va estar donant classes al col·legi que l'orde tenia a Nantes i també a la universitat d'aquesta vila. Però el 1788, en data imprecisa, va abandonar l'orde i es va traslladar a París, on va estudiar medicina a l'École de Santé, en la que va establir una forta amistat amb el reconegut metge Antoine-Athanase Royer-Collard.
El 1808 va ser nomenat Inspecteur Générale d'Instruction Publique de França, càrrec que va exercir fins a la seva jubilació el 1835.
El 1809 es va casar amb Therése-Désiré de Piolenc, cunyada de Royer-Collard, amb qui tindria quatre fills.
El 1814 va ser nomenat cavaller de la Legió d'Honor.
Grattan-Guinness el descriu com inspector per professió, matemàtic per passió, monàrquic per convicció i polemista per temperament.

## Obra
A part d'altres escrits mèdics, científics i, fins i tot, poètics, Budan és recordat pel seu llibre sobre equacions Nouvelle méthode pour la résolution des équations numériques d'un degré quelconque (París, 1807), que va editar ell mateix sobre la base d'un manuscrit presentat a l'Acadèmia de Ciències de París el 1803 i que havia rebut elogis per part de Lagrange. El 1822 en va publicar una nova edició augmentada i millorada.
En aquest llibre es formula l'avui conegut com a teorema de Budan-Fourier sobre el màxim nombre d'arrels reals d'un polinomi amb coeficients reals. La precedència sobre aquest teorema va ser objecte d'una discussió entre Budan i Fourier.